# Костин, Илья Юрьевич
Илья́ Ю́рьевич Ко́стин (род. 1 апреля 1979) — российский легкоатлет, специалист по метанию диска. Выступал на профессиональном уровне в 1997—2005 годах, чемпион России, победитель и призёр первенств всероссийского значения, участник ряда крупных международных стартов. Представлял Ярославскую область. Мастер спорта России.

## Биография
Илья Костин родился 1 апреля 1979 года. Занимался лёгкой атлетикой в Ярославле в ярославской областной Специализированной детско-юношеской школе олимпийского резерва.
В 1994 году получил I разряд в метании диска, в 1995 году стал кандидатом в мастера спорта, в 1996 году выполнил норматив мастера спорта России.
Первого серьёзного успеха на всероссийском уровне добился в сезоне 1997 года, когда в метании диска одержал победу на зимнем чемпионате России среди юниоров в Адлере. Попав в состав российской сборной, выступил на юниорском европейском первенстве в Любляне, где в той же дисциплине занял итоговое 12-е место.
В 1998 году был лучшим на юниорском зимнем чемпионате России по метаниям в Сочи, метал диск и толкал ядро на юниорском мировом первенстве в Анси.
В 1999 году в метании диска победил на молодёжном всероссийском старте в Адлере и на молодёжном чемпионате России в Чебоксарах, взял бронзу на чемпионате России среди военнослужащих в Ростове-на-Дону, занял седьмое место на чемпионате России в Туле.
В 2000 году среди прочего стал четвёртым на зимнем чемпионате России по метаниям в Адлере, выиграл бронзовую медаль на Кубке России в Адлере, занял четвёртое место на Мемориале братьев Знаменских в Санкт-Петербурге, выиграл молодёжный чемпионат России в Чебоксарах, показал четвёртый результат на чемпионате России в Туле.
В 2001 году завоевал серебряную награду на зимнем чемпионате России по метаниям в Адлере, стал седьмым на международном турнире в Ницце, вторым на Мемориале Знаменских в Туле, был лучшим на зимнем и летнем молодёжных чемпионатах России. Принимал участие в молодёжном европейском первенстве в Амстердаме — в финале метнул диск на 59,04 метра, расположившись в итоговом протоколе соревнований на четвёртой строке.
В 2002 году выиграл бронзовую медаль на зимнем чемпионате России в Адлере, занял 12-е место на международном турнире в Пуле, стал бронзовым призёром на Мемориале Знаменских в Туле, с личным рекордом 61,46 превзошёл всех соперников на летнем чемпионате России в Чебоксарах.
В 2003 году был вторым на всероссийских соревнованиях в Туле, третьим на Мемориале братьев Знаменских в Туле.
В 2004 году получил серебро на зимнем чемпионате России по метаниям в Адлере и Кубке России в Туле, занял пятое место на летнем чемпионате России в Туле.
В 2005 году показал седьмой результат на зимнем и летнем чемпионатах России, после чего завершил спортивную карьеру.